# Geoffroi III. de Pompadour

Wappenschild des Hauses Pompadour

Geoffroi III. de Pompadour (* 15. Mai 1430 in Arnac-Pompadour; † 8. Mai 1514 in Paris) war ein französischer katholischer Geistlicher des 15. und 16. Jahrhunderts.

## Leben
Geoffroi de Pompadour wurde als zweiter Sohn von Golfier Martial, Graf von Pompadour, Baron von Bret und Saint-Cyr-la-Roche und Isabelle de Comborn auf Schloss Pompadour geboren. Aufgrund der Primogenitur bei der Erbfolge unberücksichtigt, wurde er von seiner Familie für den geistlichen Stand vorgesehen.
Er begann seine kirchliche Laufbahn als Generalvikar des Bistums Évreux und war nachfolgend Domkanoniker des Erzbistums Lyon, bevor er 1465 zum Bischof von Angoulême geweiht wurde. 1470 wechselte de Pompadour in das bischöfliche Amt der Diözese Périgueux, welches er bis 1486 leitete.  Während dieser Zeit war er auch kommissarischer Klostervorstand der Abtei Saint-Bénigne und führte dort die Geschäfte stellvertretend für den amtsunfähigen Abt.
Nach dem Tod König Ludwig XI. wurde er zum Mitglied des Regentschaftsrates für Karl VIII. ernannt und diente unter diesem als Präsident der Rechnungskammer und Großkaplan von Frankreich.
Nach dem Tod von Bischof Jean de Bourbon im Jahr 1485 wählte das Domkapitel der Diözese Le Puy-en-Velay einstimmig den ehemaligen Dompropst und Erzdiakon von Rodez, Pierre de Chalencon, zu seinem Nachfolger. Aufgrund seiner engen Verbindungen zum Hof gelang es Geoffroi de Pompadour jedoch, König Karl VIII. von einer anderen Lösung zu überzeugen – im Tausch für die Diözese Périgueux übernahm er selbst das Amt des Oberhirten im Bistum Le Puy-en-Velay.